# Восток (језеро)
Језеро Восток (рус. Восток — „исток”) је највеће од досад идентификованих 150 језера испод ледене капе Антарктика. Налази се на дубини од 3.700 до 4.100 m испод површине леда, испод руске поларне истраживачке станице Восток. Језеро Восток је слатководно. Температура воде у њему је -3 °C. Руски и британски научници открили су ово језеро 1994. Његово постојање је доказано 1996. комбинованим методама радарских мерења из авиона, радарских снимака из свемира и анализом сеизмичких таласа. The continued research by Russian and British scientists Због свог положаја дубоко у леду ово језеро се сматра најчистијим и недирнутим језером. Вода у њему је стара неколико милиона година. И поред просечне температуре воде од -3 °C вода у њему није залеђена, јер је под притиском од 30—40 мегапаскала испод леда..
Истраживачка станица Восток изграђена је 1957. Намена јој је да проучава историју климе. Године 1983, ту је измерена температура од -89,2 °C, што је најнижа икад измерена температура на Земљи. Руски, француски и амерички научници су 1990. овде почели бушење узорака леда. После се показало да је рупа коју су начинили управо изнад језера Восток. Бушење је настављено до 1999, када се стало на око 150 m изнад језера. Та одлука је донесена да се не би контаминирало језеро (при бушењу је коришћено гориво и фреон). Анализа језгра бушотине је показала да последњих 60 m бушења не чини поларни лед, већ залеђена морска вода. Старост леда се процењује на 420.000 година, а језеро је под ледом већ 500.000 до 1.000.000 година. Научници су стигли до језера 6. фебруара 2012. године.
Језеро се налази на глечеру који клизи малом брзином и наноси седимент у њега. Дно језера није равно. Разлика у нивоу између његових крајева је 400 m. Концентрација кисеоника у језеру је око 50 пута већа него у уобичајеној слаткој језерској води, што због високог притиска, што због присуства пукотина којим је кисеоник продро у лед. Фосили микроба стари 200.000 година указују да у језеру постоје (или су постојали) услови за живот. Године 2005. истраживачи су открили да се вода у језеру помера за 1–2 cm за време плиме и осеке, што је узроковано положајем Сунца и Месеца. Ова мала померања воде обезбеђују минималну циркулацију воде која је неопходан услов за опстанак микроорганизама.
Руски научници су 5. фебруара 2012. године објавили комплетирање најдужег узорка леда у историји (3.768 m). Том приликом пробијен је ледени омотач око језера и дошло се до његове површине. Узорци воде из језера требало је да буду прикупљени крајем 2012. када је отпочињало ново лето на Антарктику. Руски тим је такође планирао да пошаље робота да прикупи узорке воде и седимента са дна језера, јер постоји могућност да се открију нови облици живота у води језера, екосистем који је био одсечен од остатка света милионима година, условима сличним онима који можда владају на Јупитеровом месецу Европа.
Прво језгро свеже замрзнутог леденог језера је добијено 10. јануара 2013. на дубини 3.406 m (11.175 ft). Међутим, чим је пробијен лед, вода из језера које се налази испод бушотине је шикнула кроз бушотину, мешавши је са фреоном и керозином који су кориштени за одржавање бушотине од смрзавања. Нова бушотина је направљена и наводно нетакнути узорак воде је добијен у јануару 2015. године. Руски тим планира да спусти сонду у језеро да би сакупио узорке воде и седименте са дна.

## Откриће
Руски научник Петар Кропоткин је први предложио идеју о слатководном језеру испод антарктичке ледене плоче на крају 19. века. Он је теоретисао да би огроман притисак кумулативне масе хиљада вертикалних метара леда могао да смањи тачку топљења на најнижим деловима ледене плоче до тачке где би лед постао текућа вода. Кропоткинову теорију даље је развио руски глациолог И. А. Зотиков, који је написао свој докторат. на ову тему 1967.
Руски географ Андреј Капица је користио сеизмичко озвучавање у региону Станице Восток током Совјетске антарктичке експедиције 1959. и 1964. године да би измерио дебљину леда. Капица је први сугерисао постојање субглацијалног језера у том региону, и накнадна истраживања су потврдила ту хипотезу.
Када су британски научници обавили авионска радарска снимања леда на Антарктику почетком 1970-их, они су детектовали необична радарска очитавања на тој локацији која су указивала на присуство течног слатководног језера испод леда. Године 1991, Џеф Ридли, специјалиста за даљинску детекцију при Малардовој лабораторији за свемирске науке на Лондонском универзитетском колеџу, усмерио је  сателит тако да се окрене његова високофреквентна антена ка центру антарктичке ледене капе. Подаци са ERS-1 су потврдили налазе британских истраживања из 1973. године, мада ови нови подаци нису били објављени у Журналу глациологије до 1993. године. Свемирски радар је открио да је ово субглацијално тело слатке воде једно од највећих језера на свету и једно од 140 подземних језера на Антарктику. Руски и британски научници одредили су обале језера 1996. године, интегришући разне податке, укључујући ваздушне радарске снимке леда и свемирску радарску алтиметрију. Потврђено је да језеро садржи велике количине текуће воде испод више од 3 km дебеле ледене капе. Језеро има бар 22 шупљине са течном водом, при чему свака у просеку дуга 10 km (6 mi).